# アンキラス・タカ
アンキラス・タカ（1991年2月20日 - ）は、日本の声優・タレント。北海道根室市出身。アートタッチ所属。

## 出演

### テレビ
- 玉ニュータウン（テレビ埼玉）2010年1月 - 2013年3月
- Heart Beat !（テレビ神奈川）2013年4月 - 7月
- モテ福（テレビ埼玉）2013年8月 -

### イベント
- 玉ニュータウン
  - 第2回大交流会（よみうりランド）　2010年10月10日
  - 玉ニューロックフェスティバル‘12〜赤字が出たら番組終了〜（さいたま市文化センター）　2012年2月26日
  - 中交流会 玉連総会 （科学技術館サイエンスホール）　2013年2月10日

### ドラマCD
- ハルモニアの気がかり（スタッフ役）